# Vilayet de Prizren

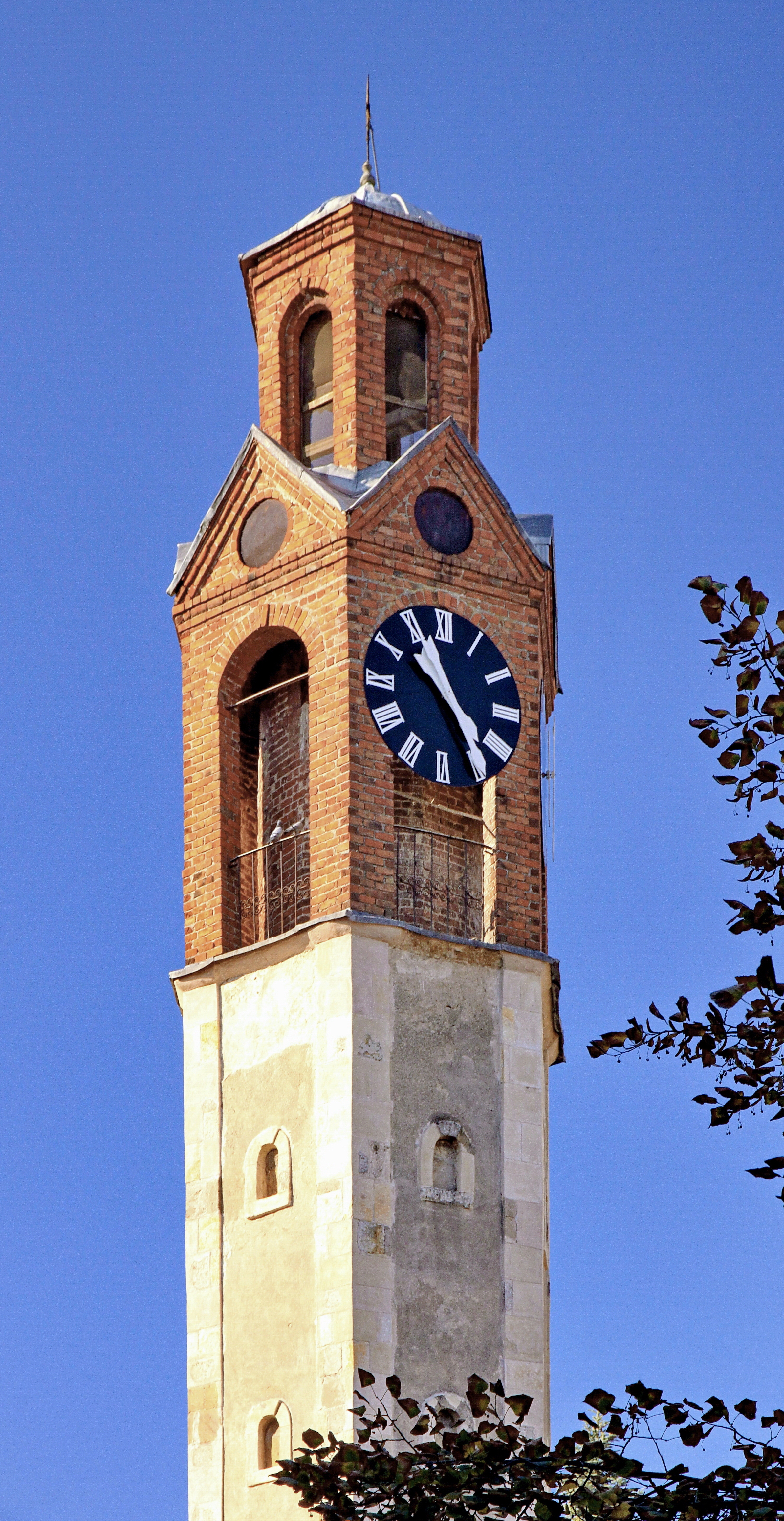
Tour de l'Horloge à Pristina, XIXe siècle

Le vilayet de Prizren est un vilayet (province) de l'Empire ottoman qui a existé de 1868 ou 1871 à 1877. Détaché de l'ancien pachalik de Roumélie, il s'étendait sur le Kosovo et une partie de la Serbie et de la Macédoine actuels. Sa superficie était de 47 400 km². Il comprenait quatre sandjaks :
1. Sandjak de Prizren
2. Sandjak de Debar
3. Sandjak de Skopje
4. Sandjak de Niš

En 1874, sa capitale est transférée à Pristina. En 1877, il est absorbé par le vilayet du Kosovo.

### Sources et bibliographie
- (en) Cet article est partiellement ou en totalité issu de l’article de Wikipédia en anglais intitulé « Short-lived Ottoman provinces » (voir la liste des auteurs) dans sa version du 29 septembre 2016.